# Pelayo Sánchez
Pour les articles homonymes, voir Sánchez.
Sánchez  Mayo est un nom espagnol. Le premier nom de famille, en général paternel, est Sánchez ; le second, en général maternel, souvent omis, est Mayo.
Pelayo Sánchez Mayo, né le 27 mars 2000 à Teyego (en), est un coureur cycliste espagnol. Il a notamment remporté une étape du Tour d'Italie 2024.

## Biographie

### Débuts
Pelayo Sánchez commence le cyclisme à la Peña Ciclista Manzanillo. Il rejoint ensuite l'équipe MMR Academy en catégorie cadets, dirigée par l'ancien coureur Benjamín Noval. 
En 2018, dans la catégorie juniors, il se distingue au niveau national en obtenant deux victoires et diverses places d'honneur. Il termine également troisième du championnat d'Espagne du contre-la-montre, et honore sa première sélection en équipe nationale pour les championnats du monde d'Innsbruck, où il se classe 46e. Son directeur sportif Benjamín Noval le décrit alors comme un bon grimpeur. Dans le même temps, il commence des études d'administration des affaires et de gestion.
Il rejoint l'équipe Gomur-Cantabria Infinita en 2019, pour ses débuts espoirs (moins de 23 ans). En 2020, il se révèle au mois d'août en terminant deuxième du Tour de Cantabrie, tout en ayant remporté la dernière étape et le classement du meilleur grimpeur. Peu de temps après, il s'impose en solitaire sur l'Oñati Proba. Lors du Mémorial Valenciaga, dernière manche de la Coupe d'Espagne amateurs, il chute dans le dernier kilomètre en descente après la montée finale d'Arrate et termine quatrième, alors qu'il jouait la victoire.

### Carrière professionnelle
Pelayo Sánchez passe professionnel en 2021 au sein de l'équipe Burgos BH. Il commence sa saison au mois de février lors du Tour des Alpes-Maritimes et du Var. En mai, il se classe 21e de la Mercan'Tour Classic Alpes-Maritimes.
En octobre 2023, Movistar annonce recruter Sánchez pour deux saisons. Le 9 mai 2024, il gagne la 6e étape du Tour d'Italie en battant Julian Alaphilippe et Luke Plapp dans un sprint à trois. Il s'agit de sa première victoire sur une course de l'UCI World Tour.

## Palmarès

### Palmarès amateur
- 2018
  - 3e du championnat d'Espagne du contre-la-montre juniors
- 2020
  - 3e étape du Tour de Cantabrie
  - Oñati Proba
  - 2e du Tour de Cantabrie
  - 2e de la Lazkaoko Proba

### Palmarès professionnel
- 2023
  - 3e étape du Tour des Asturies
  - 1re étape (a) du Grand Prix Beiras et Serra da Estrela (contre-la-montre par équipes)
  - 2e du Trofeo Andratx-Mirador d'Es Colomer
  - 3e du Grand Prix Beiras et Serra da Estrela
- 2024
  - Trofeo Port d'Andratx-Port de Pollença
  - 6e étape du Tour d'Italie

### Résultats sur les grands tours

#### Tour d'Italie
1 participation
- 2024 : 40e, vainqueur de la 6e étape

#### Tour d'Espagne
3 participations
- 2021 : 84e
- 2023 : 37e
- 2024 : abandon (15e étape)

### Classements mondiaux
| Année                                 | 2020  | 2021  | 2022 | 2023 | 2024 |
| ------------------------------------- | ----- | ----- | ---- | ---- | ---- |
| Classement mondial                    | 1746e | 1545e | nc   | 241e | 160e |
| UCI Europe Tour                       | 1288e | 1088e | nc   | nc   | 130e |
|                                       |       |       |      |      |      |
| Légende : nc = non classéSource : UCI |       |       |      |      |      |